# Kristian Thulesen Dahl
Kristian Thulesen Dahl (ur. 30 lipca 1969 w Brædstrup) – duński polityk, długoletni poseł do Folketingetu, przewodniczący Duńskiej Partii Ludowej (2012–2022).

## Życiorys
Ukończył studia z zakresu biznesu i prawa handlowego na Uniwersytecie w Aalborgu (1995). Początkowo działał w Partii Postępu, w latach 1991–1995 pełnił funkcję przewodniczącego jej organizacji młodzieżowej. W 1995 znalazł się wśród założycieli Duńskiej Partii Ludowej.
W 1993 przez kilkanaście dni zasiadał w duńskim parlamencie jako czasowy zastępca poselski. W 1994 po raz pierwszy został wybrany na deputowanego do Folketingetu na pełną kadencję. W kolejnych wyborach w 1998, 2001, 2005, 2007, 2011, 2015 i 2019 z powodzeniem ubiegał się o reelekcję.
Zasiadał w międzyczasie również w radzie gminy Give (1997–2006) i Vejle (2006–2010). Gdy w 2012 Pia Kjærsgaard zrezygnowała z kierowania Duńską Partią Ludową, Kristian Thulesen Dahl z jej poparciem został wybrany na nowego przewodniczącego tego ugrupowania. Funkcję tę pełnił do 2022, kiedy to zastąpił go Morten Messerschmidt. W tym samym roku zrezygnował z członkostwa w partii, a także z mandatu poselskiego.
Jego brat Jens Henrik Thulesen Dahl również został politykiem.

## Odznaczenia
W 2013 odznaczony Krzyżem Kawalerskim I klasy Orderu Danebroga.